# Loanend
Loanend är en ort i civil parish Horncliffe, i grevskapet Northumberland i England. Orten är belägen 6 km från Berwick-upon-Tweed. Loanend var en civil parish 1866–1955 när det uppgick i Horncliffe. Civil parish hade 74 invånare år 1951.